# Mikdat Sevler
Mikdat Sevler (* 21. Januar 1998 in Mersin) ist ein türkischer Hürdenläufer, der sich auf die 110-Meter-Distanz spezialisiert hat und in dieser Disziplin aktuell Inhaber des Landesrekordes ist.

## Sportliche Laufbahn
Erste internationale Erfahrungen sammelte Mikdat Sevler im Jahr 2015, als er bei den Jugendweltmeisterschaften in Cali mit 13,98 s über die Jugendhürden im Halbfinale ausschied. Im Jahr darauf kam er bei den U20-Weltmeisterschaften in Bydgoszcz im Vorlauf nicht ins Ziel und 2017 schied er bei den U20-Europameisterschaften in Grosseto mit 14,42 s im Halbfinale aus. 2018 belegte er bei den Balkan-Meisterschaften in Stara Sagora in 14,49 s den sechsten Platz und 2019 siegte er bei den Balkan-Hallenmeisterschaften in Istanbul in 7,85 s über 60 m Hürden. Zuvor wurde er bei den U23-Mittelmeer-Hallenmeisterschaften in Miramas im Vorlauf disqualifiziert und bei den Halleneuropameisterschaften schied er mit 8,01 s in der ersten Runde aus. Bei den Europaspielen in Minsk belegte er in 13,81 s den siebten Platz und anschließend schied er bei den U23-Europameisterschaften im schwedischen Gävle mit 14,02 s im Halbfinale aus. 2020 siegte er in 7,83 s erneut bei den Balkan-Hallenmeisterschaften in Istanbul und siegte auch bei den Freiluftmeisterschaften in Cluj-Napoca in 14,07 s. Zudem stellte er in Bursa mit 13,69 s einen neuen Landesrekord über 110 m Hürden auf und 2021 verbesserte er den Hallenrekord über 60 m Hürde auf 7,72 s und siegte kurz darauf bei den Balkan-Hallenmeisterschaften in Istanbul in 7,77 s. Anschließend erreichte er bei den Halleneuropameisterschaften in Toruń das Halbfinale und schied dort mit 7,74 s aus. Ende Juni gewann er bei den Balkan-Meisterschaften in Smederevo in 13,68 s die Silbermedaille. Im Jahr darauf gewann er bei den Balkan-Hallenmeisterschaften in Istanbul in 7,78 s die Silbermedaille über 60 m Hürden hinter dem Rumänen Alin Anton und anschließend schied er bei den Hallenweltmeisterschaften in Belgrad mit 7,75 s im Halbfinale aus. Im Juni siegte er bei den Balkan-Meisterschaften in Craiova in 13,80 s über 110 m Hürden und anschließend verbesserte er den Landesrekord auf 13,36 s und belegte dann bei den Mittelmeerspielen in Oran in 13,57 s den vierten Platz. Im Juli schied er bei den Weltmeisterschaften in Eugene mit 13,61 s in der ersten Runde aus und kam anschließend bei den Islamic Solidarity Games in Konya im Finale nicht ins Ziel.
2023 schied er bei den Halleneuropameisterschaften in Istanbul mit 7,83 s in der ersten Runde über 60 m Hürden aus. Im Juni wurde er bei der 1. Liga der Team-Europameisterschaft im Rahmen der Europaspiele in Chorzów in 13,82 s Zweiter im B-Lauf und anschließend gewann er bei den Balkan-Meisterschaften in Kraljevo in 13,46 s die Silbermedaille hinter dem Zyprer Milan Traikovits. Im August gelangte er bei den World University Games in Chengdu mit 13,62 s auf Rang vier und schied anschließend bei den Weltmeisterschaften in Budapest mit 13,92 s in der ersten Runde aus. Im Jahr darauf gewann er bei den Balkan-Hallenmeisterschaften in Istanbul in 7,74 s die Silbermedaille über 60 m Hürden hinter dem Slowenen Filip Jakob Demšar. Kurz darauf schied er bei den Hallenweltmeisterschaften in Glasgow mit 7,80 s in der ersten Runde aus. Ende Mai wurde er bei den Balkan-Meisterschaften in Izmir nach einem misslungenen Lauf nach 15,00 s Elfter. Kurz darauf schied er bei den Europameisterschaften in Rom mit 13,68 s im Halbfinale aus. 2025 siegte er bei den Balkan-Hallenmeisterschaften in Belgrad in 7,68 s über 60 m Hürden, ehe er bei den Halleneuropameisterschaften in Apeldoorn mit 7,82 s im Semifinale ausschied. Kurz darauf schied er auch bei den Hallenweltmeisterschaften in Nanjing mit 7,81 s im Halbfinale aus. Ende Juni wurde er bei der 2. Liga der Team-Europameisterschaft in Maribor in 13,61 s Dritter hinter dem Österreicher Enzo Diessl und Filip Jakob Demšar aus Slowenien. Anschließend belegte er bei den Balkan-Meisterschaften in Volos in 13,80 s den vierten Platz.
In den Jahren von 2020 bis 2023 wurde Sevler türkischer Meister im 110-Meter-Hürdenlauf sowie 2020 und 2021 und 2024 und 2025 siegte in der Halle über 60 m Hürden.

## Persönliche Bestleistungen
- 110 m Hürden: 13,36 s (+1,1 m/s), 25. Juni 2022 in Bursa (türkischer Rekord)
  - 50 m Hürden (Halle): 6,61 s, 30. Januar 2021 in Istanbul (türkischer Rekord)
  - 60 m Hürden (Halle): 7,68 s, 15. Februar 2025 in Belgrad (türkischer Rekord)